# Прайс (река)
Прайс (англ. Price River) — река в штате Юта, США. Приток реки Грин-Ривер, которая в свою очередь является притоком реки Колорадо. Длина составляет около 220 км. Берёт начало в районе горного хребта Уосатч, в центральной части штата и течёт в юго-восточном направлении через каньон, вдоль скоростной автомагистрали US 6. Протекает через города Хелпер и Прайс. Впадает в реку Грин-Ривер в каньоне Грей.
На реке Прайс имеется водохранилище Скофилд площадью 11,39 км², которое было образовано после строительства одноимённой плотины в 1946 году. Река имеет сравнительно мелкое русло и обычно не является судоходной.